# 米爾頓·格拉瑟
米爾頓·格拉瑟（英語：Milton Glaser、1929年6月26日—2020年6月26日）是一名美國平面設計師，以其設計作品而聞名，包括「I Love New York」標誌、1966年為鲍勃·迪伦設計的海報、DC漫畫、石溪大学校徽、布魯克林啤酒廠標誌；以及1969年的好利獲得情人節打字機的圖形作品。
1954年，格拉瑟與其他設計師共同創立圖釘工作室，並與克萊·費爾克合作創辦了《紐約》雜誌，並成立米爾頓·格萊澤公司，1969年，他亦製作並設計名為「短片」的16毫米反戰短片，俗稱為《米奇在越南》，由惠特尼·李·薩維奇（亚当·萨维奇的父親）導演。
格拉瑟的藝術作品經常展示在各種展覽中，並典藏於世界各地許多博物館的永久收藏品。在他漫長的職業生涯中設計無數海報、出版物和建築設計。他因其工作而獲得了許多獎項，其中包括2009年由贝拉克·奥巴马總統頒發的国家艺术奖章獎，並成為第一個獲得該獎項的平面設計師。

## 職業
米爾頓·格拉瑟出生於紐約市布朗克斯，他的父母是匈牙利猶太人移民尤金和埃莉諾（婚前姓伯格曼），他的家庭定居在南布朗克斯，父親經營一家乾洗店和裁縫店，而母親則是家庭主婦。在進入曼哈頓的音樂藝術高中之前，格拉瑟曾與藝術家拉斐爾·索耶和摩西·索耶兄弟一起上繪畫課程。
畢業於紐約的柯柏聯盟學院後，他與雷諾·拉芬斯、西摩·施瓦斯特、愛德華·索雷爾於1954年共同創立了圖釘工作室，1957年，圖釘工作室開始發行《圖釘月刊》供給朋友和客戶參閱，工作室的初衷目的為「重新定義並擴展設計師、插畫家和視覺文化的印記」，其設計作品摒棄傳統，傾向於「對歷史風格的重新演繹」，格萊澤和施瓦斯特在此後共同指導圖釘工作室長達二十年，使其成為圖形設計領域的指導性參考人物。
1974年，格拉瑟成立自己的設計公司米爾頓·格萊澤公司，並於第二年離開圖釘工作室。1983年，格萊澤與沃爾特·伯納德合作，成立了位於紐約市的出版設計公司WBMG，該公司設計了全球50多種雜誌、報紙和期刊。
在他的職業生涯中，格拉瑟親自設計和插畫400多幅海報，他的作品深受20世紀早期藝術家的影響，並創造出自己獨特的風格，包括富有趣味性的、迷幻的圖形，色彩的爆發，以及輪廓和大膽的幾何線條。他的作品展示在紐約的庫珀·休伊特國立設計博物館、倫敦的維多利亞和艾伯特博物館以及耶路撒冷的以色列博物館，並曾在國際展覽中展出。個展曾在巴黎的龐畢度藝術中心和紐約現代藝術博物館舉行。
1988年，格拉瑟設計了卡内基音乐厅對面的義大利餐廳德拉藝術餐廳（Trattoria Dell'Arte）的視覺設計。
2008年，格拉瑟成為紀錄片《傳達訊息並令人愉悅：米爾頓·格拉澤的世界》的主題人物。2019年，《紐約時報》發表了一篇文章，向仍在90歲工作的格拉瑟致敬。同年，格拉瑟重新設計義大利傳播機構Pomilio Blumm的歷史性「犀牛」標誌。基於這項經驗，一部名為《社會設計故事》的紀錄片於Amazon Prime VideoUSA和UK上播出。

### 逝世
2020年6月26日，在91歲生日當天，格拉瑟因中風和腎衰竭於紐約市逝世。

## 個人生活
格拉瑟是樂團Luscious Jackson的成員蓋比·格拉瑟 (Gabby Glaser)的叔公。 他也是平面設計師史蒂文·布勞爾的遠房堂兄；格拉瑟是布勞爾的母親的表兄。

## 作品

### 巴布·狄倫海報
1966年，格拉瑟為巴布·狄倫的《最偉大的金曲》設計了一張海報，這是狄倫的第一批海報之一。這張海報描繪了狄倫側面的臉孔，頭髮呈現出迷幻的渦旋狀。海報底部用格拉瑟的一種字體「Baby Teeth」寫著「狄倫」（Dylan）。格拉瑟設計這張海報的靈感來自馬塞爾·杜尚於1957年創作的《自畫像》，以及當時的新藝術風格，他表示：「那幅畫對顏色和形狀產生了影響。」
這張海報的印刷和分發量達到了600萬張，作為收藏品售價數百美元。

### I Love New York

I Love New York標誌

格拉瑟最著名的作品之一是他的「I Love New York」標誌。 在1970年代中期，鑑於紐約市的犯罪率日益上升，1977年，紐約州聘請廣告公司Wells Rich Greene和格拉瑟設計一個促進旅遊業的標誌，就在前往會議的計程車後座上，格拉瑟突發奇想設計了這個標誌。其中，主標誌由大寫字母「I」和一個紅心組成，疊放在美國打字機字體「NY」的上方，他的靈感來自於罗伯特·印第安纳的「愛」設計，由於格拉瑟熱愛紐約，他因而免費將他的作品提供給這座城市作為公共財產使用。這個標誌每年為紐約州帶來3000萬美元的收入，並成為流行文化的象徵。
九一一袭击事件後，該標誌成為促進公眾之間團結的象徵，格拉瑟設計了一個修改版本，上面寫著「我比以往更愛紐」以回應襲擊。 紅心的一邊有一個小小的黑色燒焦區域，隱喻著世界貿易中心遭受的攻擊。

### 紐約雜誌
1968年，格拉瑟與克萊·費爾克合作創辦了《紐約》，該雜誌致力於反映當時紐約市發生的各種事件，並站在讀者的立場，其中廣受歡迎的專欄是「地下美食家」並介紹了紐約市的廉價餐廳。 格拉瑟與傑羅姆·施耐德合作撰寫長達七年的專欄，成為雜誌的亮點之一，《紐約雜誌》自出刊後便成為城市雜誌的典範，並激發了一系列的模仿潮。
1977年，格拉瑟離開《紐約雜誌》，1993年，由於格拉瑟與該雜誌的歷史淵源，他被小约翰·肯尼迪選中，與他的合作夥伴麥克·伯曼合作，為他們的初創號《喬治雜誌》策劃主題思路等導向。

### 字體設計
1970年，格拉瑟設計了以自己名字命名的字體「Glaser Stencil」，靈感來自幾何無襯線字體，如Futura和Avant Garde。格拉瑟還設計了以下字體：
- Art Decko (照片排版公司（英语：Edward_Rondthaler）)[23]
- Babycurls (照片排版公司) [22]
- Babyfat (1964年、照片排版公司) [23]
- Babyteeth (1966年、照片排版公司) [23]
- Eightway (1964年、照片排版公司)，與喬治·萊維特合作[22]
- Futura Stencil (1970年、萊諾公司（英语：Mergenthaler_Linotype_Company）)[22]
- Glazer Stencil (1970年、萊諾公司) [22]
- Houdini (1969年、照片排版公司) [23]
- Rainbow! (1987年、照片排版公司) [23]
- Stencil Select (1970年、萊諾公司) [22]

## 獎項
2004年，格拉瑟因其對當代設計實踐的深遠和有意義的長期貢獻，獲得了庫珀·休伊特國立設計博物館的國家設計獎終身成就獎。
2009年，他在白宮由巴拉克·歐巴馬總統和第一夫人米歇爾·奧巴馬授予国家艺术奖章。格拉瑟是第一位獲得此獎項的平面設計師。
2015年，格拉瑟被評為紐約新猶太之家的2015年「八名80歲以上的榮譽得主」之一。

## 作品

布魯克林啤酒廠標誌
DC漫畫標誌, 1977–2005年
拉瓜迪亞高中徽標
石溪大學標誌
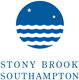
石溪南安普敦標誌

### 書籍
- Glaser, Milton. . Hudson, N.Y.: Princeton Architectural Press. 2020. ISBN 9781616899615.[永久]

## 外部連結
- 官方网站
- TED上的米爾頓·格拉瑟